# Fäladstjärnen, Västerbotten
Fäladstjärnen är en sjö i Vindelns kommun i Västerbotten och ingår i Sävaråns huvudavrinningsområde.